# Cosme de Villiers de Saint Étienne
Cosme de Villiers de Saint Étienne (Saint-Denis, 8 septembre 1683 - Orléans, 1758), carme français, il est un bibliographe (de son ordre) au XVIIIe siècle.

## Éléments biographiques
Né à Saint-Denis, près de Paris, il rejoint l’ordre du Carmel et de 1709 à 1727 donne des conférences de philosophie ou théologie dans différents couvents de l’ordre, particulièrement à Nantes, Hennebont et Saint-Pol-de-Léon, prieur du couvent de Sainte-Madeleine d'Orléans. Il est plus tard prédicateur à Orléans, où il meurt,.
Il est l’auteur de la Bibliotheca carmelitana (2 vols, Orléans, 1752). L'ouvrage a connu 24 éditions entre 1752 et 1927 (dans trois langues).

## Sources
- (en) Cet article est partiellement ou en totalité issu de l’article de Wikipédia en anglais intitulé « Cosme de Villiers de Saint Étienne » (voir la liste des auteurs).
- Dictionnaire historique et bibliographique, vol. 2 (Paris, 1822), 64.
- Dictionnaire historique; ou, Biographie universelle classique, vol. 6 (Paris, 1829), 3239.